# GD & TOP (album)

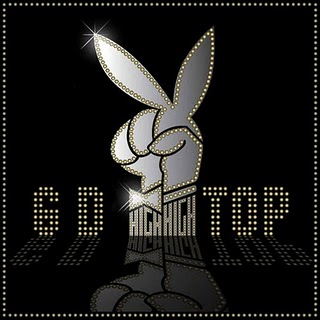

GD & TOP è l'omonimo album di debutto del gruppo musicale sudcoreano pubblicato il 24 dicembre 2010.

## Tracce
1. Intro – 2:08
2. High High – 3:08
3. Oh Yeah (feat. Park Bom) – 3:17
4. Don't Go Home (집에 가지마?, Jibe GajimaLR) – 3:18
5. Baby Good Night – 3:32
6. Knock Out (뻑이가요?, PpeogigayoLR) – 3:27
7. T.O.P – Oh Mom – 4:32
8. G-Dragon – Obsession (악몽?, AngmongLR) – 5:17
9. Of All Days (오늘따라?, Oneulttara; T.O.P soloLR) – 3:25
10. G-Dragon – What Do You Want? (어쩌란 말이냐??, Eojjeoran Marinya?LR) – 3:25
11. T.O.P – Turn it Up – 3:32

## Classifiche

### Classifiche settimanali
| Classifica (2011) | Posizione massima |
| ----------------- | ----------------- |
| Corea del Sud     | 1                 |
| Giappone          | 8                 |

### Classifiche di fine anno
| Classifica (2010) | Posizione |
| ----------------- | --------- |
| Corea del Sud     | 5         |